# Ведява

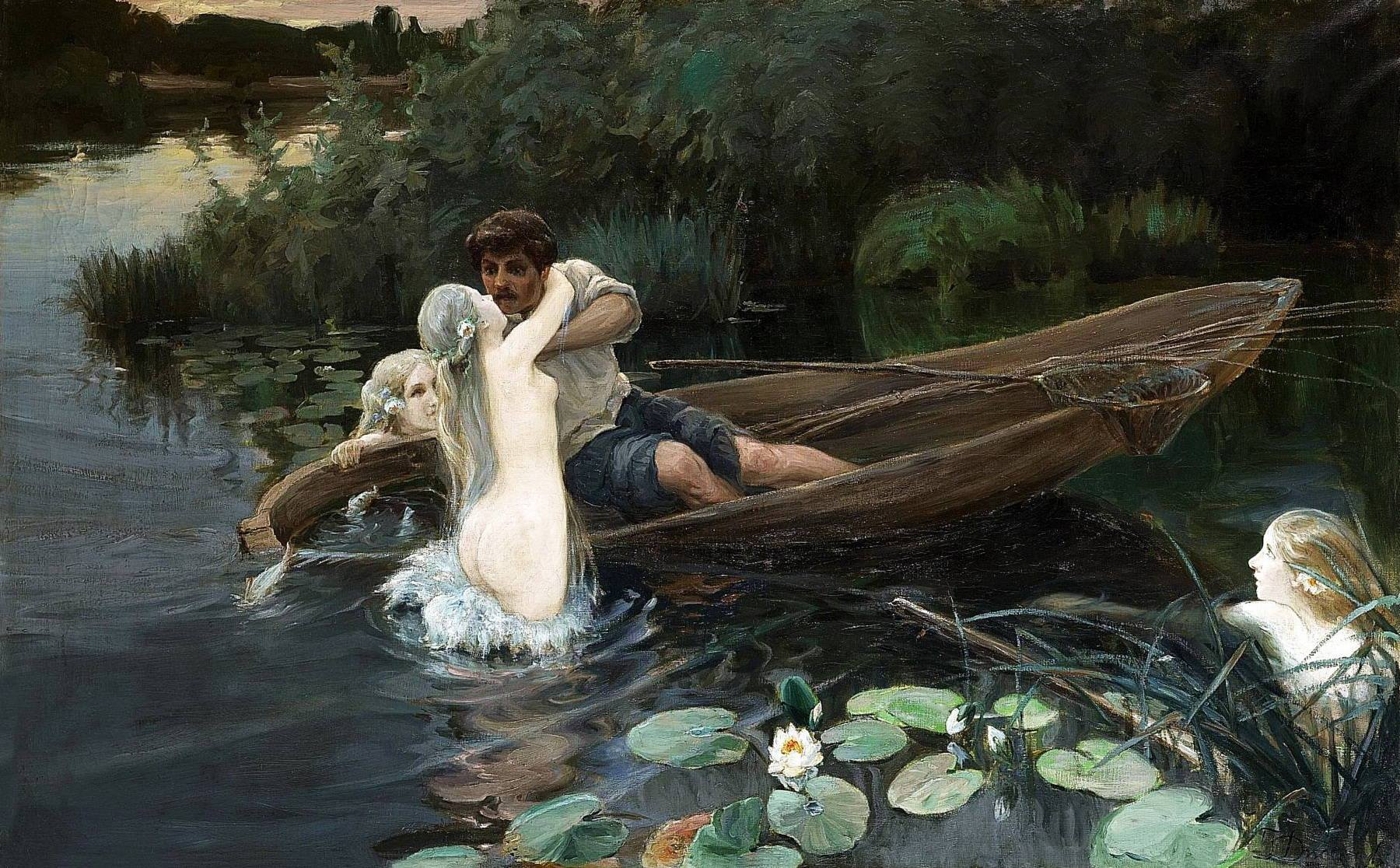
Дженеев И. А. «Водные глубины. Омут» (1907)

Ведя́ва, Ведь-ава (мокш. Ве́дява, эрз. — ударение свободное; ведь — «вода», ава — «женщина, мать») — в мордовской мифологии богиня/дух воды, дождевания в образе молодой женщины либо девушки с длинными светлыми волосами, которые она любит расчёсывать. Её образ дуалистичен: она наделена и положительными, и отрицательными чертами, что характерно для всей мордовской мифологии и сходно с индо-иранскими мифологическими концепциями.
У марийцев аналогичный персонаж: Вуд-Ава (мар. вӱд, «вода»).

## Мифология
Ведява в разных источниках может также именоваться Ведьазора́ва (мок.), Ведьпаз, Лисьмань кирди / Лисьмань гирди (эрз.).
Во взглядах на Ведяву сохранились аниматические и антропоморфические, изображаясь и как олицетворение воды и как сама вода одновременно. Иногда в сказках выступает в образе рыбы.
Олицетворяя опасность водной стихии, образ Ведявы вызывал у людей чувство страха. Каждый источник имел свою Ведяву. По некоторым поверьям духом мужского пола в мордовской мифологии или её мужем был водяной старик Ведятя (ведь-атя — от мордовского атя «мужчина, старик»). Сыном Ведявы был Пурьгане Пас — божество грома, здоровья, чадородия, выступающий в эпических песнях о мироздании охранителем животных, заповедной рыбы.
Согласно легендам, в прежние времена на берегу реки было место, где часто появлялась Ведява и громко плакала. Парни прибегали на голос и видели обнажённую Ведяву, которая жаловалась, что её одежду кто-то украл и бросил в самое глубокое место. Тот, кто вытащит платье, станет её мужем. Находились эрзянские парни, которые верили ей и ныряли в Суру за нарядом, да там и оставались.

## Культ
Люди верили, что Ведява и Ведятя могу утопить купающихся или наслать водяную болезнь (нарфотть), которую только само мифическое существо может вылечить. Откупиться от неё можно, бросив в воду деньги, просо и т. п. Бытовало представление о целебной воде ведь-пря (морд, пря, «голова», «поверхность»), которую нужно зачерпнуть, обращаясь за помощью к Ведяве и Ведяте, и омыть больного.
Полагали, что Ведява покровительствует любви и деторождению: её просили о помощи невесте, молили об избавлении от бездетности. В воду бросали лепёшки, яйца и просили взамен детей. Бездетные женщины устраивали особые моления (ведьозкс).
У мордвы издревле существовало поверье, что во время родов, которые проходили в полутёмной бане (покровительница Банява), нередко случалась подмена новорожденного: Вирява, Ведява или нечистые подкидывали на его место своего ребёнка.
Она же посылала дождь (чтобы вызвать дождь, устраивали культовую трапезу у источника и обрызгивались водой, призывая Ведяву-«кормилицу»). Поэтому в произведениях устного народного творчества образ Ведявы наделён не только отрицательными, но и положительными чертами.